# Луговской сельский совет
Луговской сельский совет (укр. Лугівська сільська рада, крымскотат. Ayıp Eli köy şurası) — административно-территориальная единица в Ленинском районе АР Крым Украины (фактически до 2014 года; ранее до 1991 года — в составе Крымской области УССР в СССР, до 1954 года — в составе Крымской области РСФСР в СССР, до 1945 года — в составе Крымской АССР РСФСР в СССР), на Керченском полуострове. Население по переписи 2001 года — 1267 человек, площадь сельсовета 175 км².
К 2014 году состоял из 2 сёл:
- Луговое
- Ерофеево

## История
Первоначально Агибельский сельсовет был образован в начале 1920-х годов и упразднён к 1940 году. Вновь Луговской сельский совет создан в 1976 году в составе 4-х населённых пунктов:

| - Андреево - Луговое | - Ерофеево - Уварово |

В 1984 году было ликвидировано Андреево. С 12 февраля 1991 года сельсовет в восстановленной Крымской АССР, 26 февраля 1992 года переименованной в Автономную Республику Крым. 14 октября 1993 года был образован Уваровский сельсовет, куда отошло Уварово и совет обрёл современный состав. С 21 марта 2014 года в составе Крыма аннексирован Россией. Законом «Об установлении границ муниципальных образований и статусе муниципальных образований в Республике Крым» от 4 июня 2014 года территория административной единицы была объявлена муниципальным образованием со статусом сельского поселения.